# Musaranya de Mindanao
La musaranya de Mindanao (Crocidura beatus) és una espècie de musaranya pertanyent a la família dels sorícids endèmica de les Filipines.
A nivell local, l'espècie es pot trobar amenaçada a causa de la desforestació per a establir explotacions agrícoles, indústries de la fusta i assentaments humans.